# Vølse
Vølse er et afskåret og tørret hestelem, anvendt som fallossymbol (ordet vølse er faktisk etymologisk relateret til ordet fallos).
Dette skal symbolisere Frej og Freja (gudinde) fra den nordiske mytologi.
Asa- og vanetrosamfundet Forn Siðrs medlemsblad hedder Vølse (tidsskrift).